# NGC 4847
NGC 4847 је елиптична галаксија у сазвежђу Девица која се налази на NGC листи објеката дубоког неба.
Деклинација објекта је - 13° 8' 28" а ректасцензија 12h 58m 28,9s. Привидна величина (магнитуда) објекта NGC 4847 износи 14,3 а фотографска магнитуда 15,3.